# English Baroque Soloists
Gli English Baroque Soloists sono un ensemble musicale britannico specializzato nella esecuzione di musica del periodo barocco e classico.

## Storia
Il gruppo è stato costituito nel 1978 dal direttore d'orchestra inglese Sir John Eliot Gardiner. I suoi componenti suonano strumenti musicali d'epoca o copie moderne degli stessi. Il suo repertorio è costituito dalla musica composta dal XVII secolo alla prima metà del XVIII secolo. Il complesso si avvale del Monteverdi Choir per l'esecuzione di opere che prevedono l'impiego di cantanti.
L'orchestra ha registrato per le etichette Archiv Produktion e Philips Classics. Recentemente ha iniziato a registrare per l'etichetta Soli Deo Gloria creata da John Eliot Gardiner e associata al Monteverdi Choir.

## Discografia

### Johann Sebastian Bach

#### Cantate di Johann Sebastian Bach
- Easter Cantatas: BWV 6, BWV 66 — 2000 — Archiv Produktion 463 580-2
- Cantatas: BWV 106, BWV 118, BWV 231, BWV 198 — 1990 — Archiv Produktion 463 581-2
- Cantatas for the 3rd Sunday after Epiphany: BWV 72, BWV 73, BWV 111, BWV 156 — 2000 — Archiv Produktion 463 582-2
- Cantatas for Ascension Day: BWV 43, BWV 128, BWV 37, BWV 11 — 2000 — Archiv Produktion 463 583-2
- Whitsun Cantatas: BWV 172, BWV 59, BWV 74, BWV 34 — 2000 — Archiv Produktion 463 584-2
- Cantatas for the Feast of the Purification of Mary: BWV 83, BWV 82, BWV 125, BWV 200 — 2000 — Archiv Produktion 463 585-2
- Cantatas: BWV 98, BWV 139, BWV 16 — 2000 — Archiv Produktion 463 586-2
- Cantatas: BWV 140, BWV 147 — 1992 — Archiv Produktion 463 587-2
- Advent Cantatas: BWV 61, BWV 36, BWV 62 — 1992 — Archiv Produktion 463 588-2
- Christmas Cantatas: BWV 63, BWV 64, BWV 121, BWV 133 — 2000 — Archiv Produktion 463 589-2
- Cantatas for the 9th Sunday after Trinity: BWV 94, BWV 168, BWV 105 — 2000 — Archiv Produktion 463 590-2
- Cantatas for the 11th Sunday after Trinity: BWV 179, BWV 199, BWV 113 — 2000 — Archiv Produktion 463 591-2
- Cantatas for the 2nd Sunday after Epiphany: BWV 155, BWV 3, BWV 13 e Cantatas for the 4th Sunday after Epiphany: BWV BWV 81, BWV 14, BWV 26, BWV 227 (2 CDs) — 2005 — SDG 115
- Cantatas for the Feast of St. John the Baptist: BWV 167, BWV 7, BWV 30 e Cantatas for the 1st Sunday after Trinity: BWV 75, BWV 20, BWV 39 (2 CDs) — 2005 — SDG 101
- Cantatas for the 15th Sunday after Trinity: BWV 138, BWV 99, BWV 51, BWV 100 e Cantatas for the 16th Sunday after Trinity: BWV 161, BWV 27, BWV 8, BWV 95 (2 CDs) —2005 — SDG 104
- Cantatas for the 3rd Sunday after Easter (Jubilate): BWV 12, BWV 103, BWV 146 e Cantatas for the 4th Sunday after Easter: BWV 166, BWV 108, BWV 117 (2 CDs) — 2005 — SDG 107
- Cantatas for the 19th Sunday after Trinity: BWV 48, BWV 5, BWV 90, BWV 56 e Cantatas for the Feast of the Reformation: BWV 79, BWV 192, BWV 80 (2 CDs) — 2005 — SDG 110
- Alles mit Gott, BWV 1127 & Arias and Choruses from Cantatas BWV 71, BWV 78, BWV 151, BWV 155, BWV 159, BWV 182, BWV 190 — 2005 — SDG 114
- Cantatas for the Christmas Day & for the 2nd day of Christmas: BWV 91, BWV 121, BWV 40, BWV 110 — 2005 — SDG 113

#### Altri lavori
- Mass in B minor, BWV 232 — 1985 — Archiv Produktion 415 514-2
- St. Matthew Passion, BWV 244 — 1989 — Archiv Produktion 427 648-2
- St. John Passion, BWV 245 — 1986 — Archiv Produktion 419 324-2
- Magnificat, BWV 243 e Cantata: BWV 51 (con Emma Kirkby) — 1985 — Philips Classics 464 672-2

### Altri compositori

#### Claudio Monteverdi
- Vespro della Beata Vergine e Magnificat a sei voci — 1990 — Archiv Produktion 429 565-2
- Vespro della Beata Vergine e Mottetti di Giovanni Gabrieli, Giovanni Bassano & Claudio Monteverdi (2 CDs) — 1994 — Decca

#### Antonio Vivaldi
- Gloria in D major, RV 589 — 2001 — Philips Classics 462 597-2

#### George Frideric Handel
- Messiah — 1982 — Philips Classics 411 041-2
- Tamerlano — 1991 — Warner Classics 2564698383
- Dixit Dominus —2001 — Philips Classics 462 597-2

#### Christoph Willibald Gluck
- Orfeo ed Euridice — 1993 — Philips Classics 434 093-2

#### Joseph Haydn
- Die Jahreszeiten (The Season), Hob. XXI:3 — 1992 — Archiv Produktion 431 818-2
- Die Schöpfung (The Creation), Hob. XXI:2 — 1996 — Archiv Produktion 449 217-2

#### Wolfgang Amadeus Mozart
- Requiem, KV 626 e Kyrie in D minor, KV 341 — 1986 — Philips Classics
- |Mass in C minor, "Great" Mass, K. 427 — 1986 — Philips Classics
- Idomeneo — 1991 — Archiv Produktion 431 674-2
- La clemenza di Tito — 1991 — Archiv Produktion 431 806-2
- Die Entführung aus dem Serail — 1992 — Archiv Produktion 435 857-2
- Così fan tutte — 1993 — Archiv Produktion 437 829-2
- Le nozze di Figaro — 1994 — Archiv Produktion 439 871-2
- Don Giovanni — 1995 — Archiv Produktion 445 870-2
- Die Zauberflöte — 1996 — Archiv Produktion 449 166-2

#### Altre registrazioni
- Music of the Chapels Royal (music by Henry Purcell, Matthew Locke, John Blow, and Pelham Humfrey) — 2002 — apex 0927 44352 2
- Membra Jesu Nostri di Buxtehude e O bone Jesu, fili Mariae (SWV 471), a Sacred concerto by Schütz — Archiv Produktion 447 298-2